# Rally Islas Canarias - El Corte Inglés de 2015
El Rally Islas Canarias - El Corte Inglés de 2015 fue la edición 39.ª, la segunda ronda de la temporada 2015 del Campeonato de España de Rally. Se celebró del 18 al 19 de abril y contó con un itinerario de doce tramos que suman un total de 180,02 km cronometrados.

## Itinerario
| Día   | Tramo       | Nombre    | Distancia | Hora                | Ganador       | Tiempo              | Líder         |
| Día 1 |             |           |           |                     |               |                     |               |
| ----- | ----------- | --------- | --------- | ------------------- | ------------- | ------------------- | ------------- |
| Día 1 | TC1         | Teror     | 11.86 km  | 21:08               | Enrique Cruz  | 7:12.1              | Enrique Cruz  |
| Día 1 | TC2         | San Mateo | 16.84 km  | 21:47               | Didier Auriol | 11:05.7             | Enrique Cruz  |
| Día 1 | TC3         | Telde     | 13.49 km  | 22:40               | Didier Auriol | 8:01.8              | Didier Auriol |
| Día 2 |             |           |           |                     |               |                     | Didier Auriol |
| TC4   | Teror       | 11.86 km  | 08:18     | Didier Auriol       | 7:01.8        |                     | Didier Auriol |
| TC5   | San Mateo   | 16.84 km  | 08:37     | Didier Auriol       | 10:42.7       |                     | Didier Auriol |
| TC6   | Telde       | 13.49 km  | 09:50     | Didier Auriol       | 7:48.2        |                     | Didier Auriol |
| TC7   | Santa Lucía | 15.56 km  | 13:38     | Didier Auriol       | 9:44.2        |                     | Didier Auriol |
| TC8   | Tejeda      | 16.88 km  | 14:19     | Didier Auriol       | 9:47.4        |                     | Didier Auriol |
| TC9   | Valleseco   | 15.38 km  | 14:48     | Armide Martín       | 9:55.7        | Miguel Ángel Fuster |               |
| TC10  | Santa Lucía | 15.56 km  | 18:06     | Alfonso Viera       | 9:45.9        | Miguel Ángel Fuster |               |
| TC11  | Tejeda      | 16.88 km  | 18:47     | Miguel Ángel Fuster | 10:02.5       | Miguel Ángel Fuster |               |
| TC12  | Valleseco   | 15.38 km  | 19:26     | Alfonso Viera       | 9:52.8        | Miguel Ángel Fuster |               |

## Clasificación final
| Pos.                 | Piloto                   | Copiloto          | Automóvil                  | Tiempo    | Diferencia |         |
| General              | General                  | General           | General                    | General   | General    | General |
| -------------------- | ------------------------ | ----------------- | -------------------------- | --------- | ---------- | ------- |
| 1.                   | Miguel Ángel Fuster      | Ignacio Aviñó     | Porsche 997 GT3 RS 3.8     | 1:52:16.3 | 0.0        |         |
| 2.                   | Armide Martín            | Víctor Parada     | Ferrari 360 Rally          | 1:52:34.4 | +18.1      |         |
| 3.                   | Alfonso Viera            | Víctor Pérez      | Škoda Fabia WRC            | 1:53:18.8 | +1:02.5    |         |
| 4.                   | Juha Kankkunen           | Juha Repo         | Citroën C4 WRC             | 1:53:49.4 | +1:33.1    |         |
| 5.                   | Pedro Burgo              | Marcos Burgo      | Porsche 997 GT3 RS 3.8     | 1:54:56.8 | +2:40.5    |         |
| 6.                   | Jonathan Suárez          | Raúl Moreno       | Mitsubishi Lancer Evo VIII | 1:57:07.0 | +4:50.7    |         |
| 7.                   | Iván Ares                | Álvaro Bañobre    | Porsche 997 GT3 RS 3.6     | 1:57:38.0 | +5:21.7    |         |
| 8.                   | Cristian García Martínez | Rebeca Liso       | Mitsubishi Lancer Evo X    | 1:58:34.0 | +6:17.7    |         |
| 9.                   | Ángel Luis Marrero       | Víctor J. Marrero | Honda Civic Type-R R3      | 1:59:11.5 | +6:55.2    |         |
| 10.                  | Gorka Antxustegui        | Alberto Iglesias  | Suzuki Swift S1600         | 1:59:32.4 | +7:16.1    |         |
| Campeonato de España |                          |                   |                            |           |            |         |
| 1.                   | Miguel Ángel Fuster      | Ignacio Aviñó     | Porsche 997 GT3 RS 3.8     | 1:52:16.3 | 0.0        |         |
| 2.                   | Armide Martín            | Víctor Parada     | Ferrari 360 Rally          | 1:52:34.4 | +18.1      |         |
| 3. (5.)              | Pedro Burgo              | Marcos Burgo      | Porsche 997 GT3 RS 3.8     | 1:54:56.8 | +2:40.5    |         |
| 4. (7.)              | Iván Ares                | Álvaro Bañobre    | Porsche 997 GT3 RS 3.6     | 1:57:38.0 | +5:21.7    |         |
| 5. (8.)              | Cristian García Martínez | Rebeca Liso       | Mitsubishi Lancer Evo X    | 1:58:34.0 | +6:17.7    |         |
| 6. (9.)              | Ángel Luis Marrero       | Víctor J. Marrero | Honda Civic Type-R R3      | 1:59:11.5 | +6:55.2    |         |
| 7. (10.)             | Gorka Antxustegui        | Alberto Iglesias  | Suzuki Swift S1600         | 1:59:32.4 | +7:16.1    |         |